# شهرستان مونرو (اوهایو)
شهرستان مونرو، اوهایو (به انگلیسی: Monroe County, Ohio) یک سکونتگاه مسکونی در ایالات متحده آمریکا است که در اوهایو واقع شده‌است.